# Ти (роман Кепнес)
Ти (англ. You) — роман-трилер американської письменниці Керолайн Кепнес, що вийшов у вересні 2014 року.  Роман перекладено на 19 мов і за ним знято однойменний телевізійний серіал.  
Кепнес опублікувала 3 продовження: «Приховані тіла» 2016 року, «Ти любиш мене» 2021 року та «Для тебе і лише для тебе» 2023 року.  

## Короткий зміст
Гвіневер Бек, письменниця-початківиця, яка працює асистенткою викладача та водночас пише дисертацію. Коли дівчина заходить до книгарні Іст-Віллидж, де працює Джо Ґолдберґ, він миттєво закохується в неї. Бек — це все, що Джо, як він думає, завжди хотів: вона красива, жорстка, розумна, як бритва. Але в Ґолдберґу приховано більше, ніж розуміє Бек, і сама вона набагато складніша, ніж її бездоганна зовнішність. Їхня взаємна одержимість швидко переростає у вир смертельних наслідків.

## Прийняття
Дженніфер Селвей з Daily Express описала напруженість оповіді: «Те, чого ви не знаєте - а ця хитра, моторошна, гостроцікава історія тримає вас на гачку, — це саме те, який поганий фінал на вас чекає». Емма Оултон із Bustle похвалила роман, зазначивши, що це «одна з найбільш тривожних книжок, які я читала цього року, але, попри те, що вона була справді моторошною, я не могла відірватися від неї ні на мить».

## Екранізація
У лютому 2015 року оголошено, що Ґреґ Берланті та Сера Ґембл розроблять телевізійний серіал за мотивами роману на Showtime. Через два роки повідомили, що серіал придбала компанія Lifetime, яка почала прискорено його розробляти. Прем’єра телесеріалу «Ти» відбулася 9 вересня 2018 року.

## Переклад українською
2024 року у видавництві «Віват» вийшов український переклад роману під назвою «Ти. Книга 1». Перекладачка — Віра Акімова.